# تعليق (شعر)
التعليق في اصطلاح الشعراء عبارة عن إناطة حكم بثبوت حكم آخر أو نفيه.